# SunTour
SR SunTour — тайваньский производитель велосипедного оборудования, основанный в 1988 году после банкротства японской компании SunTour (Maeda), которую позже выкупила компания Sakae Ringyo Company (сокращённо S.R.) — тот момент крупный японский производитель алюминиевых частей, в частности велосипедных шатунов и подседельных штырей. Пик продаж и коммерческого успеха SunTour пришелся на период с конца 1970-х по середину 1980-х годов.
SR Suntour производит свою продукцию на Тайване и в Материковом Китае. Основная продукция — амортизационные вилки и компоненты для электровелосипедов.

## История

### Maeda Iron Works Company
История компании началась в 1912 году, когда была основана Maeda Iron Works Company, производившая велосипедные обгонные мутфы и звёздочки.
В 1950-х годах компания начала производство велосипедных переключателей скоростей с тросовым приводом, подобных тем, что производили французские компании Huret и Simplex.

### SunTour
В SunTour изобрела задний переключатель, работающий по схеме наклонного параллелограмма. Задний переключатель в виде параллелограмма впервые был представлен компанией Campagnolo в 1949 году, и получил название Gran Sport но новый переключатель, переработанный по схеме наклонного параллелограмма, при переключении передач между звёздочками сохранял пропорциональное расстояние, что позволило сделать процесс переключения проще. Переключатели SunTour стоили дешевле, чем аналогичные модели от Campagnolo, Huret, Shimano и Simplex, и особенно хорошо работали при переключении под нагрузкой, когда переключение осуществлялось в процессе педалирования при подъёме в гору. Журнал Consumer Reports в своём тесте отмечал, что «SunTour переключал очень и очень легко, и наиболее точно попадал на нужную звёздочку».
Задний переключатель, построенный по схеме наклонного параллелограмма с пружинным приводом направляющей, обеспечивал лучшее переключение среди моделей того времени. Как только патентные права SunTour на задний переключатель закончились, конструкция сразу же была скопирована конкурирующей Shimano.
В 1969 году SunTour стал первым японским производителем, представившим дискретный переключатель скоростей (впервые такая система была представлена компанией Schulz на велосипеде Funiculo в 1935 году). Модель называлась Five-Speed Click, и хотя система нового типа работала хорошо, она опередила своё время и не была воспринята потребителями. Другой инновацией компании был Unit-Hub - первый фрихаб японского производства (подобные устройства впервые были представлены компанией Bayliss-Wiley в 1938 году или даже раньше). Фрихаб заметно увеличивал прочность заднего колеса, но идея не прижилась.